# 12,7 × 81 мм
12,7×81 мм (тж. .5 Vickers, внутреннее обозначение .5V/580) — крупнокалиберный британский патрон первой половины XX века, созданный для крупнокалиберных пулемётов и противотанковых ружей примерно одновременно с немецким 13,25 × 92 мм SR и американским 12,7×99 мм.

## История
В 1918 году британские лётчики впервые столкнулись с бронёй на немецких тяжёлых бомбардировщиках, и для их поражения потребовался новый патрон, разработка которого была поручена производителю специальных стрелковых боеприпасов (в т. ч. для авиации) — фирме Eley Brothers. Первоначально за основу был взят охотничий («слонобойный») патрон .600 Nitro Express, у которого была сужена шейка и уменьшена тупоконечная пуля, однако после испытаний военные потребовали удаления с гильзы закраины и введения остроконечной пули. В следующей версии патрона, получившего обозначение .600/500 Eley, закраина была заменена пояском (опорным буртиком), и под патрон было разработано противотанковое ружьё Годсала, но тут война закончилась. После неспешной доводки патрон стал безрантовым и в итоге был принят в 1922 году как .5 inch Ball Mark I (к тому момента фирма Eley уже прекратила своё существование).
В 1927 году принят патрон с бронебойной пулей, в 1930-е гг. — с трассировочной, а столь необходимые в ПВО патроны с зажигательной и бронебойно-трассирующей пулями — лишь во время ВМВ.
Бронебойная пуля имела массу 37,6 г., начальную скорость 775 м/с и дульную энергию 11 280 джоулей.

## Экспорт
Поскольку британское правительство не хотело разрешать экспорт пулемётов с гильзой без закраины, для которой могли быть разработаны более современные, чем полудюймовый «Виккерс», пулемёты с прямой подачей, компанией «Виккерс» в 1923 году была разработана полуфланцевая версия 12,7×81 мм SR Breda (тж. .5 Breda, внутреннее обозначение — .5"V/565), который отличался от оригинала небольшим фланцем и облегчённой пулей. Этот патрон был принят на вооружение армий Японии и Италии, более того, и итальянцы, и японцы разработали и производили ОФ-зажигательные патроны к нему, снаряжённые тэном и/или гексогеном.

## Оружие
- Vickers .50
- Breda-SAFAT
- Тип 1